# Chéu
Chéu è un comune francese di 553 abitanti situato nel dipartimento della Yonne nella regione della Borgogna-Franca Contea.

## Storia

### Simboli
Lo stemma è stato presentato nel settembre 2011.
La bordura ricorda la forma di "U" di Chéu, lo scaccato deriva dal blasone della famiglia d'Ailly, la quercia rappresenta il settore del vivaismo, i gigli d'oro sono simbolo della regione della Borgogna.

## Società

### Evoluzione demografica
Abitanti censiti